# Stefan Frenkel
Stefan Frenkel (1902-1979) est un violoniste et compositeur américain.

## Biographie
Stefan Frenkel est né à Varsovie en 1902, fils de l'homme d'affaires Adam Frenkel et de sa femme Berta. À la Hochschule für Musik de Berlin, il a étudié le violon avec Adolf Busch et Carl Flesch, et la composition avec Friedrich Koch. Il devient premier violon de l'orchestre philharmonique de Dresde en 1924. Il est le frère du chef-opérateur du son et acteur français Séverin Frankiel.
Il donne des concerts en tant que soliste et en musique de chambre, et interprète de la musique contemporaine dans la série de concerts organisée par le pianiste Paul Aron, la Neue Musik Paul Aron. Il a donné les premières de la Phantasie pour violon et orchestre de Josef Suk, et du concerto pour violon et orchestre à vent de Kurt Weill. 
Il a quitté Dresde en 1926 et s'est produit comme soliste en Allemagne, jouant des œuvres de compositeurs contemporains, y compris la première en 1929 de son propre concerto pour violon et orchestre à cordes,.
À partir de 1933, dans l'Allemagne nazie, Frenkel ne peut se produire que dans des événements organisés par le Jüdischer Kulturbund (en). Il quitte l'Allemagne en 1935 et s'installe en Suisse, où il est violon solo de l'Orchestre de la Suisse romande. L'année suivante, il s'installe aux États-Unis et devient à New York le premier violon solo du Metropolitan Opera, poste qu'il occupera jusqu'en 1940,.
Il a été professeur de violon à l'Université de Princeton et, violon solo à l'Opéra de Rio de Janeiro et à l'Opéra de Santa Fe en été,.
Frenkel est mort en 1979, à son domicile de Forest Hills, Queens, New York. Il laisse derrière lui sa femme Lotte, ses enfants Sonja et Thomas, et une petite-fille.